# Sepp Hager
Josef „Sepp“ Hager (* 25. Februar 1964 in Unterneukirchen) ist ein deutscher Autor, Kabarettist und Richter, der als Verfasser zahlreicher Theaterstücke und Kabarettprogramme sowie als Gründer und Akteur der Kabarettgruppe „Sepp Hager & Freunde“ vor allem im Raum Südostoberbayern bekannt ist.

## Leben

### Herkunft und Werdegang
Josef Hager besuchte nach der örtlichen Volksschule das König-Karlmann-Gymnasium in Altötting bis zum Abitur 1983. Im selben Jahr nahm er ein Jura-Studium in München auf und trat nach Examensabschluss und erfolgreicher Promotion 1990 als junger Staatsanwalt seinen Dienst in Traunstein an. Seit dieser Zeit ist er durchgehend für die Bayerische Justiz tätig, seit 2016 in der Funktion des Stellvertretenden Direktors des Amtsgerichts Altötting in Oberbayern. Seit 1991 ist er verheiratet mit seiner Jugendfreundin Margit und lebt mit dieser in seiner Heimatgemeinde.

### Künstlerische Laufbahn
Bereits als Schüler fand Josef Hager Gefallen am Verfassen von Gedichten und Sketchen. Auch selbst stand er gerne auf der Bühne, sein erster Berufswunsch war zunächst aber der des Sportreporters. Im privaten Umfeld und im örtlichen Vereinsleben verfasste er schon in jungen Jahren immer wieder Einakter und humorvolle Einlagen für Feiern aller Art, das Feedback hierzu war stets positiv. Nach Abschluss seines Studiums und der Rückkehr an seinen Heimatort entstand 1993 sein erstes Theaterstück „Der zerbrochene Maßkrug“, das vom Theaterstadl Unterneukirchen uraufgeführt wurde und das er anschließend an einen Theaterverlag verkaufte. Die Gerichtskomödie im Stil des Königlich-Bayerischen Amtsgerichts fand schnell Verbreitung im südbayerischen, österreichischen und sogar südtiroler Raum. Es folgten zwei weitere Bühnenstücke, die bis heute im Programm von Volksbühnen in Süddeutschland, Österreich und Südtirol stehen.
1997 setzte Hager die Idee zu einem Freilichttheaterstück um, und zwar nach der realen Geschichte des „Balghuber-Marterls“, das in der Nähe von Unterneukirchen zu finden ist und die Tragödie zweier um die Hofnachfolge buhlender Brüder erzählt. Über 6000 Zuschauer erlebten das am Originalschauplatz aufgeführte Stück.
Schon im Sommer 1995 erfolgte die Gründung der Kabarettgruppe „Sepp Hager & Freunde“, ein Ensemble-Musikkabarett, bestehend aus sieben Männern und fünf Frauen: Neben Hager selbst Adi Hager, Wolfgang Hirn, Dieter Hüttl, Fritz Mayer, Peter Miesgang und Sepp Prambs sowie Claudia Herzog, Helga Kamhuber, Karin Messner, Maria Perschl und Daniela Wörösch.
Hager agierte fortan als Texter, Regisseur, Sänger und Schauspieler der Gruppe. So entstanden aus seiner Feder im Laufe der Jahre zwischen 1995 und 2024 insgesamt neun Kabarettprogramme, die von mehreren Tausend Zuschauern im bayerischen Raum besucht wurden. Die Heimatbühne der Gruppe war der Prambsstadl im Landkreis Mühldorf, wo alle Programme in zusammen etwa 300 Terminen gespielt wurden, und die heute noch eine wichtige Kleinkunstbühne im Raum Südostoberbayern darstellt mit auftretenden Künstlern wie Stefan Wählt, Toni Lauerer, Werner Meier oder Stephan Zinner. Im Juli 2024 verabschiedete sich die Gruppe beim Gauburschenfest in Unterneukirchen von der Bühne.
Die Theateraffinität seiner Nichten und Neffen veranlasste Hager Anfang der 2000er Jahre, zwei Kindertheaterstücke zu verfassen, die im Prambsstadl vor zahlreichen Schulklassen aus der Region über mehrere Jahre gespielt wurden.
2015 entstand in seinem Heimatort im Gasthaus Raspl die Idee zu einem „Wirtshauskabarett“, das bis 2024 bayerische Kulinarik und Kabarett verband und ein neues Kleinkunstgenre im südostbayerischen Raum begründete. Für den künstlerischen Teil des Abends zeichnete Hager Verantwortung, der die von ihm verfassten Kabarettstücke zusammen mit Mitgliedern seiner Gruppe zur Aufführung brachte.
Bereits im Jahr 2008 nahm Sepp Hager an einem Drehbuch-Wettbewerb des Landkreises Altötting zur Projektierung einer lokalen Fernsehserie teil, den er mit dem Konzept „Recht so, Rosi!“ gewann, wofür er auf dem Bayerischen Filmfest in München geehrt wurde.
Mit dem seither mit ihm befreundeten Regisseur Jörg Schneider wurde ein Trailer gedreht mit Schauspielerinnen wie Monika Gruber und Marisa Burger. Zur Serienreife schaffte es die Produktion allerdings nicht. Zahlreiche Akteure seiner Kabarettgruppe wirkten aber seitdem in der ZDF-Serie „Die Rosenheim-Cops“ als Schauspieler und Komparsen mit.
Für die im Zwei-Jahres-Rhythmus stattfindende Unterneukirchner Dorfdult schreibt Hager seit vielen Jahren die Dultrede und organisiert die „Kult-Dult“, eine dem Volksfest vorangestellte Kabarettveranstaltung mit wechselnden Künstlern, deren Erlös stets für gemeinnützige Zwecke verwendet wird.

## Werke
Buchveröffentlichungen
- 1989   Die Kündigung des Mieters bei unvollzogener Veräußerung von Grundstücks- oder Wohnungseigentum (Promotion)
- 1997   Der Brüderstein (Buch zum Historienstück)[15]
- 2020   Elektro Hager – eine Firmen- und Familiengeschichte

Drehbücher
- 2008   Recht so Rosi (Folgen 1–3 einer Gerichts-Fernsehserie)[16]
- 2015   Alles Walzer – oder was? (zusammen mit Jörg Schneider, Spielfilm)

## Aufführungen und Auftritte
Bühnenstücke
- 1993   Der zerbrochene Maßkrug[17]
- 1994   Der Rosenkavalier[18]
- 1996   Jackpot-Charly, der Lottomillionär[19]
- 2004   Erster Klasse – einst und jetzt

Freilicht-Theater
- 1998   De G'schicht vom Balghuber Marterl (Historienstück)

Kindertheater
- 2000   Wie die grauen Panther rosarot wurden (Kindertheater)
- 2002   Die Nacht der Helden (Kindertheater)

Kabarettprogramme
- 1995   Sei duad's a so
- 1996   Verstehst mi scho?
- 1999   Für jeden ebbs
- 2002   Vor' m Loch verreckt
- 2005   Zwoaraloa Leit[20]
- 2007   Hundswetter miserabligs
- 2009   Für a Fünferl a Durcheinand
- 2014   Leberkas to go
- 2024   Mein lieber Herr Gesangsverein[8]

Wirtshauskabarett
- 2015   Wirtshauskabarett
- 2020   Wirtshauskabarett 2.0

## Preise und Auszeichnungen
- 2008: Erster Preis des Drehbuchwettbewerbs des Landkreises Altötting
- 2014: Auszeichnung der Gemeinde Unterneukirchen für kulturelle Verdienste
- 2016: DFB-Ehrenpreis